# Vladimir Žoga
Vladimir Arťomovič Žoga (rusky Владимир Артёмович Жога; 26. května 1993, Doněck – 5. března 2022, Volnovacha) byl proruský separatista a vojenský velitel batalionu Sparta.

## Životopis
Vladimir Žoga se narodil 26. května 1993 v Doněcku. Jeho otcem je Arťom Vladimirovič Žoga, podplukovník ozbrojených sil DNR, náčelník štábu Sparty. Matka byla žena v domácnosti. Žil a pracoval ve Slovjansku, kam se přestěhovali jeho rodiče. Po absolvování gymnázia se pokusil vstoupit na Donbaskou státní pedagogickou univerzitu, ale neuspěl v konkurzu a nastoupil na technickou vysokou školu, kterou dálkově vystudoval. Pracoval se svým otcem, který měl několik obchodů s rybami.
Byl řidičem a nejbližším spolupracovníkem Arsena „Motoroly” Pavlova, velitele batalionu Sparta, také byl kmotrem jeho dcery. Ihned po jejím začátku se připojil do války na Donbasu a v roce 2014 se zúčastnil bojů o doněcké letiště a o Slavjansk, kde byl zraněn. Po Pavlovově smrti v roce 2016 se stal velitelem batalionu Sparta. Prapor pod jeho velením byl považován za jednu z nejefektivnějších jednotek na separatisty okupovaných územích Donbasu. Pod jeho velením byla Sparta považována za jednu z nejtvrdších jednotek lidové milice DNR. Velitelé a bojovníci Sparty byli obviněni z nelidského zacházení se zajatci.
Zemřel během vojenských operací během ruské invaze na Ukrajinu v roce 2022. Podle vůdce DRL Denise Pušilina byl Žoga zabit během evakuace civilistů z Volnovachy. Pušilin posmrtně udělil Žogovi nejvyšší vyznamenání Doněcké lidové republiky, Hvězdu hrdiny DLR. Vyznamenání předal Žogovu otci 6. března 2022. Státní pohřeb Vladimíra Žogy se o den později na hřbitově v Doněcku za účasti představitelů DLR. Prezident Ruské federace Vladimir Putin mu posmrtně udělil titul Hrdina Ruské federace. V Rostově na Donu je plánováno po něm pojmenovat ulici. 